# Aeolostoma scutiferana
Aeolostoma scutiferana es una especie de polilla de la familia Tortricidae. Se encuentra en Australia.